# Doxey
Doxey es una localidad del municipio de Tlaxcoapan localizada en el estado de Hidalgo en México. Es una comunidad urbana y la segunda más poblada del municipio. Se encuentra conurbada a la zona metropolitana de Tula.

## Toponimia
La palabra Doxey, que proviene del hñahñú, significa «lugar de piedra labrada».

## Geografía
Se encuentra en el Valle del Mezquital, le corresponden las coordenadas geográficas 21°5′20.354″ de latitud norte y 99°14′20.451″ de longitud oeste, con una altitud de 2061 m s. n. m. Cuenta con un clima semiseco templado.
En cuanto a fisiografía se encuentra en la provincia del Eje Neovolcánico, dentro de la subprovincia de Sierras y Llanuras de Querétaro e Hidalgo; su terreno es de llanura y lomerío. En lo que respecta a la hidrografía se encuentra posicionado en la región del Pánuco, dentro de la cuenca del río Moctezuma, en la subcuenca del río Salado.

## Demografía
En 2020 registró una población de 7990 personas, lo que corresponde al 27.91 % de la población municipal. De los cuales 3912 son hombres y 4078 son mujeres. Tiene 1802 viviendas particulares habitadas.
| Gráfica de evolución demográfica de Doxey entre 1900 y 2020 |
|                                                             |
| Población registrada por los censos y conteos del INEGI.    |